# Carlos Alcántara Cuevas
Carlos Alcántara Cuevas (Zarandona, 1 de febrer de 1985) és un futbolista murcià, que ocupa la posició de defensa. Actualment juga al CE Alcoià.

## Trajectòria
Sorgeix del planter del Vila-real CF. Amb el conjunt groguet hi juga cinc partits a primera divisió repartits entre la 04/05 i la 05/06. Sense continuïtat a l'equip valencià, hi juga al Real Jaén, FC Cartagena i CF Atlético Ciudad. El 2009 marxa al Ferencváros TC hongarès.